# Cybaeus shoshoneus
Espèce
Synonymes
- Cybaeus chaudius Exline, 1935
- Cybaeus hatchi Exline, 1935

Cybaeus shoshoneus est une espèce d'araignées aranéomorphes de la famille des Cybaeidae.

## Distribution
Cette espèce se rencontre aux États-Unis au Montana, en Idaho, en Oregon et au Washington et au Canada en Colombie-Britannique,.

## Description
Le mâle mesure 7,7 mm et la femelle 9,8 mm.

## Publication originale
- Chamberlin & Ivie, 1932 : A review of the North American spiders of the genera Cybaeus and Cybaeina. Bulletin of the University of Utah, vol. 23, no 2, p. 1-43.